# Глувчице (Поморське воєводство)
Глувчице (пол. Główczyce) — село в Польщі, у гміні Глувчице Слупського повіту Поморського воєводства.
Населення — 1915 осіб (2011).
У 1975-1998 роках село належало до Слупського воєводства.

## Демографія
Демографічна структура станом на 31 березня 2011 року:
|          | Загалом | Допрацездатний вік | Працездатний вік | Постпрацездатний вік |
| -------- | ------- | ------------------ | ---------------- | -------------------- |
| Чоловіки | 953     | 199                | 696              | 58                   |
| Жінки    | 962     | 192                | 595              | 175                  |
| Разом    | 1915    | 391                | 1291             | 233                  |